# Jimmy Connors
James Scott "Jimmy" Connors (født 2. september 1952 i East St. Louis, Illinois, USA) er en tidligere amerikansk tennisspiller, der spillede som professionel i hele 24 år, mellem 1972 og 1996. Han vandt igennem sin karriere intet mindre end 139 single- og 15 doubletitler, og hans højeste placering på ATP's verdensrangliste var en 1. plads, som han første gang opnåede i juli 1974, og sammenlagt besad i i alt 268 uger.

## Grand Slam
Connors vandt igennem sin karriere 8 Grand Slam-titler i singlerækkerne, og de fordelte sig således: 
- Australian Open:
  - 1974

- Wimbledon:
  - 1974 og 1982

- US Open:
  - 1974, 1976, 1978, 1982 og 1983